# Casa Drewry-Mitchell-Moorer
La Casa Drewry-Mitchell-Moorer è una storica residenza vittoriana di stile italianeggiante situata a Eufaula in Alabama.

## Storia
La villa venne realizzata per il dottor John Drewry nel 1867, e rimase proprietà della famiglia Drewry fino agli anni 70, quando venne ereditata dalla figlia di Drewry, Lilly Mitchell, passando poi nelle mani del figlio di quest'ultima, A. C. Mitchell, e quindi nelle mani della signora W. D. Moorer, figlia di Mitchell. La villa è entrata a far parte del Registro nazionale dei siti storici il 13 aprile 1972.